# Pyli (Gemeindebezirk)
Pyli (griechisch Πύλη (f. sg.)) ist ein Gemeindebezirk der gleichnamigen Gemeinde in der griechischen Region Thessalien. Bis zur Kallikratis-Reform 2011 bildete er eine eigenständige Gemeinde.

## Lage
Der Gemeindebezirk Pyli erstreckt sich im Süden der Gemeinde Pyli auf 100,075 km². Benachbarte Gemeindebezirke sind Ethikes im Norden, Pialia und Gomfi im Osten sowie Neraida und Myrofyllo im Westen. Im Süden grenzen die Gemeinden Argithea und Mouzaki an.

## Verwaltungsgliederung
Anlässlich der Gemeindereform 1997 wurde aus dem Zusammenschluss von sieben Landgemeinden die Gemeinde Pyli gebildet. Diese wiederum ging mit der Umsetzung des Kallikratis-Programms als einer von sieben Gemeindebezirken in der neu gebildeten Gemeinde Pyli auf.
| Ortsgemeinschaft | griechischer Name                  | Code     | Fläche (km²) | Einwohner 2001 | Einwohner 2011 | Dörfer und Siedlungen                                                        |
| ---------------- | ---------------------------------- | -------- | ------------ | -------------- | -------------- | ---------------------------------------------------------------------------- |
| Pyli             | Τοπική Κοινότητα Πύλης             | 26030101 | 17,281       | 1838           | 1873           | Pyli                                                                         |
| Agios Vissarion  | Τοπική Κοινότητα Αγίου Βησσαρίωνος | 26030102 | 12,837       | 0775           | 0641           | Agios Vissarion                                                              |
| Agios Prokopios  | Τοπική Κοινότητα Αγίου Προκοπίου   | 26030103 | 05,089       | 0153           | 0087           | Agios Prokopios                                                              |
| Kotroni          | Τοπική Κοινότητα Κοτρωνίου         | 26030104 | 12,757       | 0507           | 0375           | Kotroni, Longies                                                             |
| Paleokarya       | Τοπική Κοινότητα Παλαιοκαρυάς      | 26030105 | 30,598       | 0357           | 0117           | Ano Paleokarya, Kato Paleokarya, Mesi Paleokarya                             |
| Petrochori       | Τοπική Κοινότητα Πετροχωρίου       | 26030106 | 05,469       | 0220           | 0095           | Petrochori                                                                   |
| Ropoto           | Τοπική Κοινότητα Ροποτού           | 26030107 | 16,173       | 0641           | 0339           | Ropoto, Agios Dimitrios, Agios Ioannis, Longies, Panagia, Polythea, Tsekoura |
| Gesamt           | Gesamt                             | 260301   | 100,204      | 4492           | 3527           |                                                                              |